# Sibut
Sibut – miasto w Republice Środkowoafrykańskiej w odległości ok. 188 km na północ od Bangi, stolicy kraju. Ośrodek administracyjny prefektury Kémo, 36 400 mieszkańców (2006). Przemysł spożywczy, włókienniczy; ważny węzeł komunikacyjny.